# ورم داخل ظهارة البطانة الرحمية

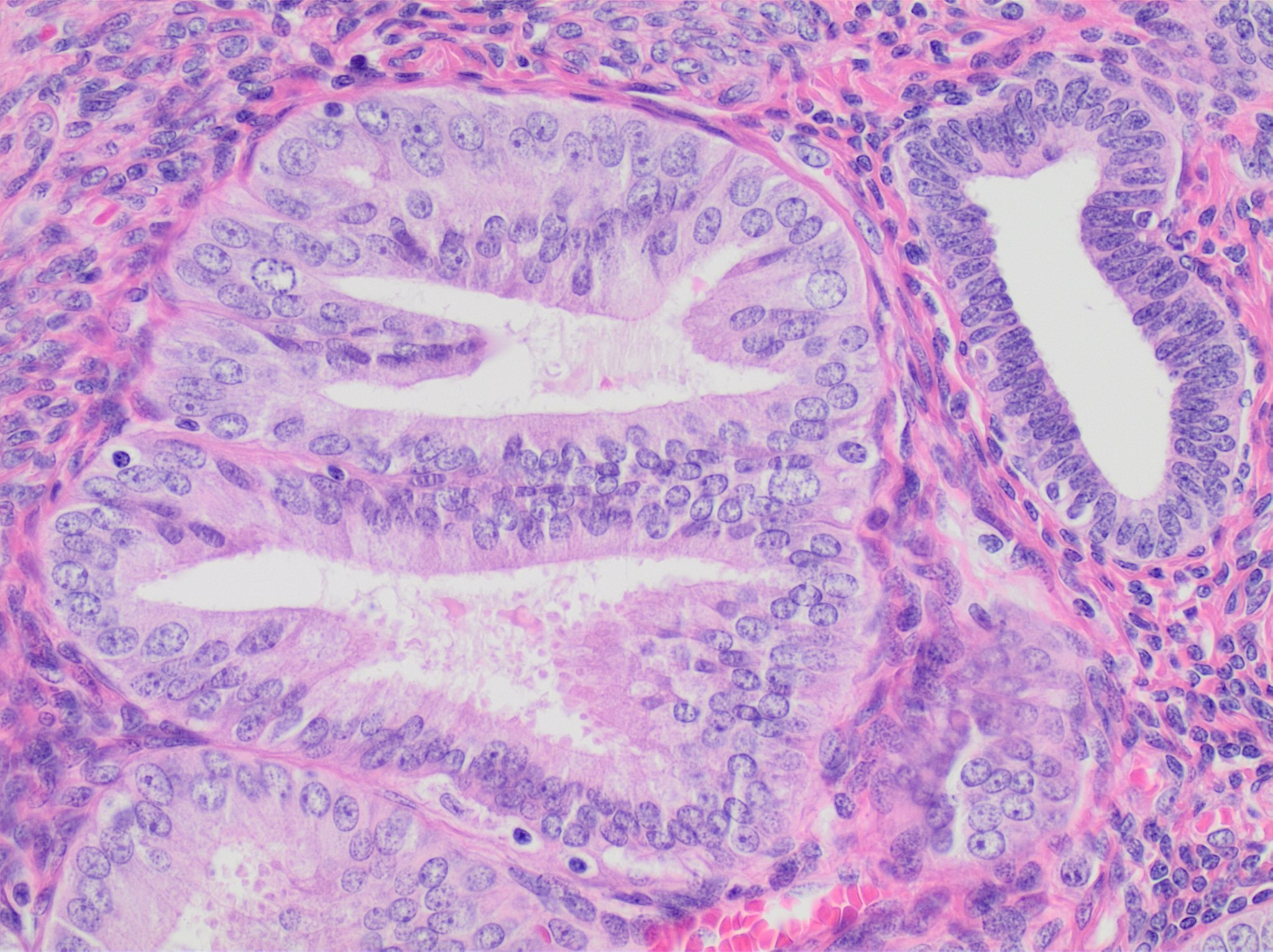
علم الأمراض النسيجي لورم داخل ظهارة البطانة الرحمية (EIN)، مع سماته النموذجية

الأورام داخل ظهارة البطانة الرحمية (EIN) هي آفة سابقة للبطانة الرحمية التي تؤهب للسرطانة الغدية لبطانة الرحم، وهو يتألف من مجموعة من خلايا بطانة الرحم غير الطبيعية الناشئة من الغدد التي تبطن الرحم والتي تميل مع مرور الوقت للتقدم إلى الشكل الأكثر شيوعا من سرطان الرحم إلى السرطانة الغدية لبطانة الرحم (النوع الشبيه ببطانة الرحم).

## التاريخ
تم اكتشاف آفات EIN من خلال مزيج من دراسات النتائج الجزيئية والنسيجية والسريرية التي بدأت في التسعينيات والتي توفر وصفًا متعدد الجوانب لهذا المرض، إنها مجموعة فرعية من مجموعة أكبر من الآفات المختلطة التي كانت تُسمى سابقًا " فرط تنسج بطانة الرحم"، يهدف مخطط تشخيص EIN إلى استبدال التصنيف السابق «لفرط تنسج بطانة الرحم» وفقًا لتعريف منظمة الصحة العالمية في عام 1994، والذي تم فصله إلى فصول حميدة (تضخم بطانة الرحم الحميد) ومحتملة التسرطن وفقًا لسلوكهم والإدارة السريرية. لا ينبغي الخلط بين EIN وكيان غير ذي صلة مثل السرطانة داخل الظهارة المصلية ("EIC serous")، وهي مرحلة مبكرة من نوع الورم المعروفة باسم سرطان غدي حليمي مصلي يحدث أيضًا في نفس المكان داخل الرحم.

## الجوانب السريرية
يبلغ متوسط العمر عند تشخيص EIN حوالي 52 عامًا مقارنة بحوالي 61 عامًا للسرطان، لكن الإطار الزمني واحتمال تطور EIN إلى السرطان ليس ثابتًا بين جميع النساء، يتم اكتشاف بعض حالات EIN لأول مرة كمرض متبقٍ سابقًا عند النساء المصابات بالفعل بسرطان، في حين أن آفات EIN الأخرى تختفي تمامًا ولا تؤدي إلى السرطان أبدًا، ولهذا السبب فإنه يجب تخصيص مزايا العلاج والمخاطر لكل مريض تحت إشراف طبيب ذي خبرة. عوامل الخطر لتطور EIN ونوع بطانة الرحم من سرطان بطانة الرحم تشمل التعرض لهرمون الإستروجين دون معارضة البروجستين والسمنة ومرض السكري، والظروف الوراثية النادرة مثل سرطان القولون والمستقيم الوراثي، وتشمل عوامل الحماية استخدام حبوب منع الحمل المركبة عن طريق الفم (جرعة منخفضة من هرمون الإستروجين والبروجستين) والاستخدام المسبق للولب رحمي لمنع الحمل.